# گریگوری بنفورد
گریگوری بنفورد (انگلیسی: Gregory Benford؛ زاده ۳۰ ژانویهٔ ۱۹۴۱) یک فیزیک‌دان، ستاره‌شناس، و پدیدآور اهل ایالات متحده آمریکا است.